# USA:s Grand Prix 1984

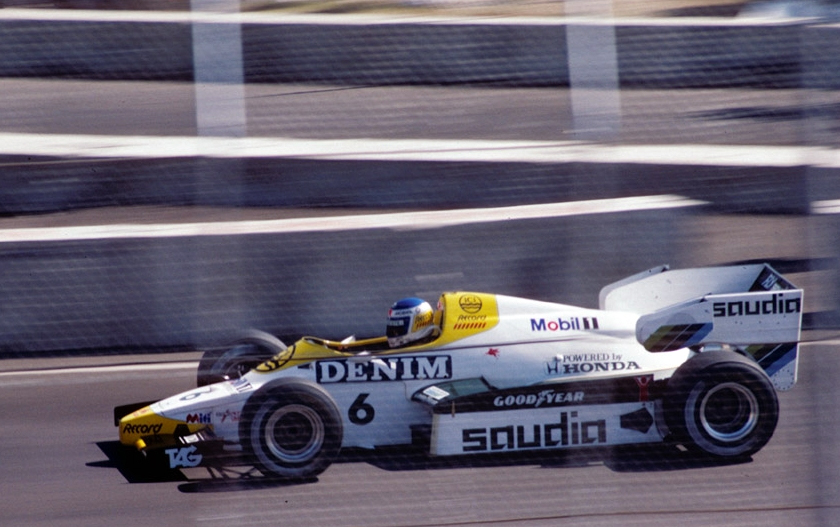
Segrande Keke Rosberg i sin Williams FW09

USA:s Grand Prix 1984 eller Dallas Grand Prix 1984 var det nionde av 16 lopp ingående i formel 1-VM 1984. Detta är det enda F1-loppet som körts i Dallas. 

## Rapport
Loppet startade kl 11:00 för att undvika alltför hög värme, men trots detta blev det ett av F1-historiens varmaste lopp. Formationsvarvet startades av celebriteten Larry Hagman (J.R. i Dallas) som viftade i gång det med en grön flagga.

## Resultat
1. Keke Rosberg, Williams-Honda, 9 poäng
2. René Arnoux, Ferrari, 6
3. Elio de Angelis, Lotus-Renault, 4
4. Jacques Laffite, Williams-Honda, 3
5. Piercarlo Ghinzani, Osella-Alfa Romeo, 2
6. Nigel Mansell, Lotus-Renault (varv 64, växellåda), 1
7. Corrado Fabi, Brabham-BMW
8. Manfred Winkelhock, ATS-BMW

### Förare som bröt loppet
- Niki Lauda, McLaren-TAG (varv 60, snurrade av)
- Alain Prost, McLaren-TAG (56, snurrade av)
- Thierry Boutsen, Arrows-BMW (55, snurrade av)
- Michele Alboreto, Ferrari (54, snurrade av)
- Marc Surer, Arrows-BMW (54, snurrade av)
- Ayrton Senna, Toleman-Hart (47, koppling)
- Jonathan Palmer, RAM-Hart (46, elsystem)
- Nelson Piquet, Brabham-BMW (45, snurrade av)
- Patrick Tambay, Renault (25, snurrade av)
- Johnny Cecotto, Toleman-Hart (25, snurrade av)
- Andrea de Cesaris, Ligier-Renault (15, snurrade av)
- Huub Rothengatter, Spirit-Hart (15, bränsleläcka)
- Riccardo Patrese, Alfa Romeo (12, snurrade av)
- Derek Warwick, Renault (10, snurrade av)
- Eddie Cheever, Alfa Romeo (8, snurrade av)
- Francois Hesnault, Ligier-Renault (0, olycka)

### Förare som diskvalificerades
- Stefan Bellof, Tyrrell-Ford (varv 9)

### Förare som ej kvalificerade sig
- Martin Brundle, Tyrrell-Ford